# Eisingen (Baden)
Eisingen ist eine Gemeinde im westlichen Enzkreis nördlich von Pforzheim.

## Geographie

### Gemeindegliederung
Zur Gemeinde Eisingen gehören außer dem gleichnamigen Dorf keine weiteren Ortschaften. Jedoch kann man die Gemeinde in das Dorf und den hauptsächlich aus Hochhäusern bestehenden Waldpark unterteilen.
Auf dem Gemeindegebiet liegt die Wüstung Huchenfeld.

### Nachbargemeinden
Folgende Städte und Gemeinden grenzen an die Gemeinde Eisingen: im Norden Königsbach-Stein, im Osten Neulingen, im Süden Ispringen und im Westen Kämpfelbach.

## Geschichte
Der Ort Eisingen hat eine lange Besiedlungstradition und wird im 9. Jahrhundert (827–830) in Urkunden des Bischofs von Konstanz im Zusammenhang mit einer Schenkung an das Kloster Reichenau erwähnt. Die Entwicklung der Herrschaftsrechte im Mittelalter war von vielen Wechseln geprägt. Im Laufe des 15. Jahrhunderts fiel Eisingen an die Markgrafschaft Baden und gehörte nach der Landesteilung 1535 zum Oberamt Pforzheim in der Markgrafschaft Baden-Durlach. Seit 1806 war Eisingen Bestandteil des Großherzogtums Baden. Am 25. Juni 1939 gelangte der Ort zum Landkreis Pforzheim. 1945 wurde Eisingen Teil der Amerikanischen Besatzungszone und gehörte somit zum neu gegründeten Land Württemberg-Baden, das 1952 im jetzigen Bundesland Baden-Württemberg aufging. 1973 erfolgte die Kreisreform in Baden-Württemberg, bei der Eisingen zum neu entstandenen Enzkreis kam.

## Politik

### Gemeinderat
Der Gemeinderat in Eisingen besteht aus den 14 gewählten ehrenamtlichen Gemeinderäten und dem Bürgermeister als Vorsitzendem. Der Bürgermeister ist im Gemeinderat stimmberechtigt.
Die Kommunalwahl am 9. Juni 2024 führte zu folgendem Ergebnis:
| Parteien und Wählergemeinschaften | Parteien und Wählergemeinschaften           | % 2024 | Sitze 2024 | % 2019  | Sitze 2019 | % 2014  | Sitze 2014 | Kommunalwahl 2024 %50403020100 40,63 %31,91 %27,46 %n. k. % FWVEGfECDUGNVGewinne und Verlusteim Vergleich zu 2019 %p 12 10 8 6 4 2 0 −2 −4 −6 −8−10−12−10,27 %p+1,81 %p+10,40 %p−1,94 %pFWVEGfECDUGNV |
| FWVE                              | Freie Wählervereinigung Eisingen            | 40,63  | 6          | 50,90   | 7          | 55,15   | 8          | Kommunalwahl 2024 %50403020100 40,63 %31,91 %27,46 %n. k. % FWVEGfECDUGNVGewinne und Verlusteim Vergleich zu 2019 %p 12 10 8 6 4 2 0 −2 −4 −6 −8−10−12−10,27 %p+1,81 %p+10,40 %p−1,94 %pFWVEGfECDUGNV |
| GfE                               | Gemeinsam für Eisingen e. V.                | 31,91  | 4          | 30,10   | 4          | --      | --         | Kommunalwahl 2024 %50403020100 40,63 %31,91 %27,46 %n. k. % FWVEGfECDUGNVGewinne und Verlusteim Vergleich zu 2019 %p 12 10 8 6 4 2 0 −2 −4 −6 −8−10−12−10,27 %p+1,81 %p+10,40 %p−1,94 %pFWVEGfECDUGNV |
| CDU                               | Christlich Demokratische Union Deutschlands | 27,46  | 4          | 17,06   | 3          | 44,85   | 6          | Kommunalwahl 2024 %50403020100 40,63 %31,91 %27,46 %n. k. % FWVEGfECDUGNVGewinne und Verlusteim Vergleich zu 2019 %p 12 10 8 6 4 2 0 −2 −4 −6 −8−10−12−10,27 %p+1,81 %p+10,40 %p−1,94 %pFWVEGfECDUGNV |
| GNV                               | Gestalten Nicht Verwalten                   | --     | --         | 1,94    | 0          | --      | --         | Kommunalwahl 2024 %50403020100 40,63 %31,91 %27,46 %n. k. % FWVEGfECDUGNVGewinne und Verlusteim Vergleich zu 2019 %p 12 10 8 6 4 2 0 −2 −4 −6 −8−10−12−10,27 %p+1,81 %p+10,40 %p−1,94 %pFWVEGfECDUGNV |
| gesamt                            | gesamt                                      |        |            | 100,0   | 14         | 100,0   | 14         | Kommunalwahl 2024 %50403020100 40,63 %31,91 %27,46 %n. k. % FWVEGfECDUGNVGewinne und Verlusteim Vergleich zu 2019 %p 12 10 8 6 4 2 0 −2 −4 −6 −8−10−12−10,27 %p+1,81 %p+10,40 %p−1,94 %pFWVEGfECDUGNV |
| Wahlbeteiligung                   | Wahlbeteiligung                             |        |            | 59,08 % | 59,08 %    | 63,24 % | 63,24 %    | Kommunalwahl 2024 %50403020100 40,63 %31,91 %27,46 %n. k. % FWVEGfECDUGNVGewinne und Verlusteim Vergleich zu 2019 %p 12 10 8 6 4 2 0 −2 −4 −6 −8−10−12−10,27 %p+1,81 %p+10,40 %p−1,94 %pFWVEGfECDUGNV |

### Bürgermeister
Im Dezember 2013 wurde Thomas Karst zum Nachfolger von Roland Bauer gewählt. Am 12. Dezember 2021 wurde Sascha-Felipe Hottinger zu Karsts Nachfolger gewählt. Er trat sein Amt am 16. Februar 2022 an.

### Kämpfelbachtal
Eisingen gehört dem Gemeindeverwaltungsverband Kämpfelbachtal an.

### Bürgerinitiative gegen Flüchtlinge
Eine Bürgerinitiative wollte verhindern, dass die alte Turnhalle neben der Grundschule als Flüchtlingsunterkunft genutzt würde. Die Abstimmung über die dortige Aufnahme von Flüchtlinge wurde jedoch von der Bürgerinitiative deutlich verloren: 1248 (62 %) waren dafür, 763 (38 %) dagegen.

### Partnergemeinde
Eisingen ist seit 1989 eine Partnergemeinde der italienischen Gemeinde San Polo d’Enza in der Emilia-Romagna.

## Verkehr

### Autobahnanbindung
Der Autobahnanschluss Pforzheim-Nord der Bundesautobahn 8 befindet sich ca. 7 km von Eisingen entfernt.

### Anbindung an Bundesstraße
Die Bundesstraße 294 ist ca. 5 km von Eisingen entfernt und ist über die K4530 nach Kieselbronn zu erreichen.

### Bus- und Bahnverbindungen
Eisingen besitzt keine Bahnverbindung. Nahe Bahnhöfe sind Pforzheim Hbf, Ispringen Bf und Königsbach Bhf.
Busverbindungen sind:
- Die Linie 731 Richtung Königsbach über Stein oder Pforzheim über Ispringen
- und der Schulbus 933 Richtung Königsbach (Bildungszentrum) oder Pforzheim

## Kultur und Sehenswürdigkeiten
Eisingen liegt an der Bertha Benz Memorial Route von Mannheim nach Pforzheim.

### Museen
Ein kleines Weinmuseum findet sich in der alten Kelter (siehe Bauwerke).

### Bauwerke
Die Margarethenkirche ist mittelalterlichen Ursprungs, sie wird 1344 erstmals genannt. Ursprünglich eine Chorturmkirche mit befestigtem Kirchhof (von diesem ist nichts mehr vorhanden), wurde sie 1880 grundlegend verändert: das Langhaus wurde erneuert. Die Kirche  besitzt eine 1493 in Speyer gegossene Glocke. Sie gilt als eine der ältesten Glocken in Baden-Württemberg. 1993, zum fünfhundertjährigen Jubiläum der Glocke, gab es im Dorf ein Glockenfest.
Die historische Kelteranlage aus dem Jahr 1556 wurde renoviert. Mit Hilfe der alten Pressen wurde hier noch bis ins Jahr 1949 der Wein der örtlichen Weinbauern gekeltert. Sie bietet neben den alten Weinpressen auch ein kleines Weinmuseum. Führungen sind nach Absprache möglich.
Die Gemeindehalle ist die Bohrrainhalle im Industriegebiet „Bohrrainstraße“.

### Naturdenkmale

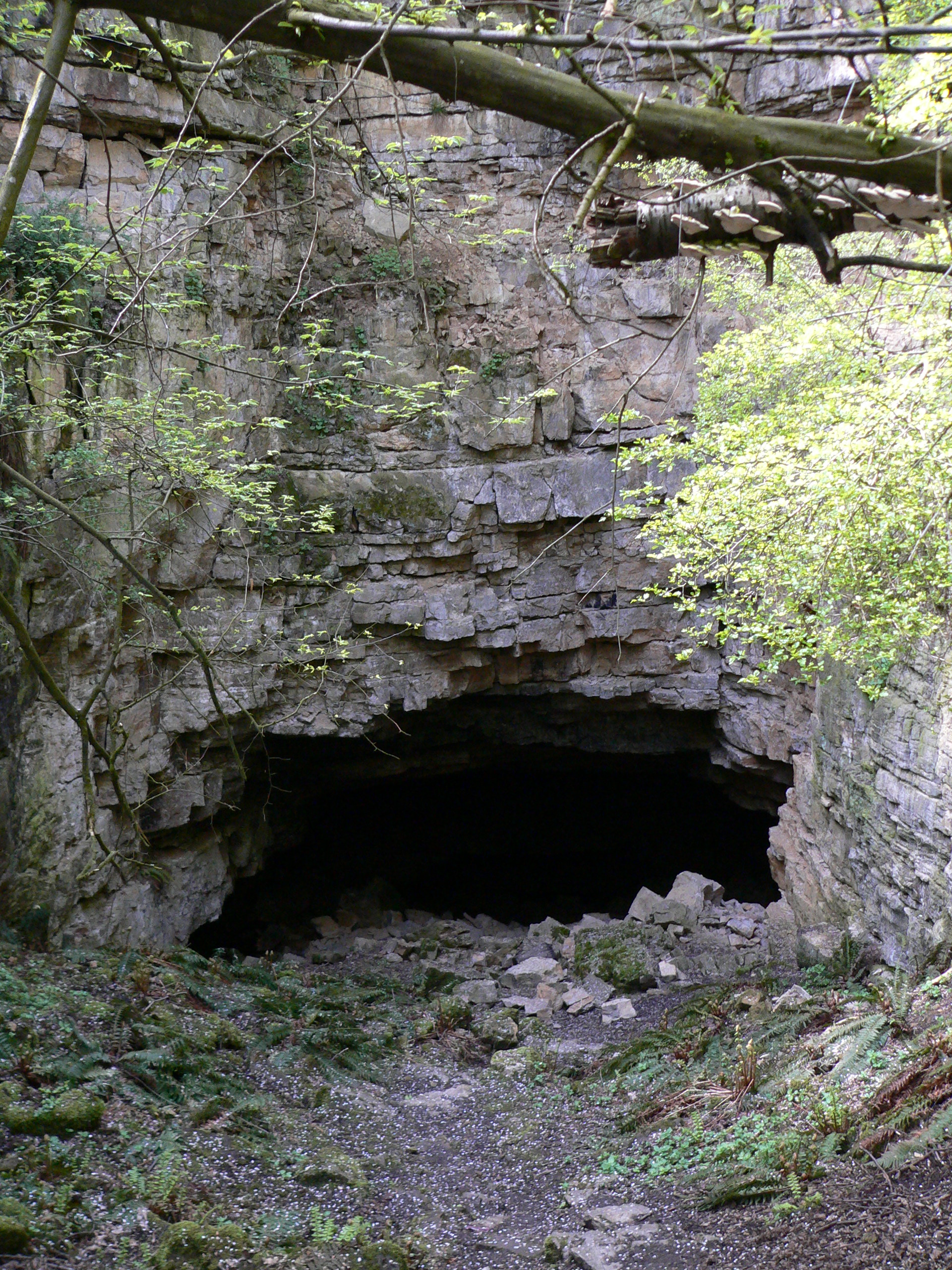
Das Alte Eisinger Loch

Das Neue und das Alte Eisinger Loch sind zwei Einsturzdolinen nordöstlich von Eisingen, in der Nähe von Göbrichen (Gemeinde Neulingen). Das gesamte Gebiet ist eine Karst-Hochfläche, in der es immer wieder zu Dolinenbildung kommt. Das Neue Eisinger Loch entstand 1966 und kann von zwei Plattformen aus besichtigt werden.

### Regelmäßige Veranstaltungen
- Das Eisinger Kelterfest findet alle zwei Jahre im Spätsommer statt. Rund um die historische Kelter aus dem Jahr 1556 bewirten die örtlichen Vereine die Besucher des Straßenfests.
- Im Wechsel mit dem Kelterfest findet im Gegenjahr das Weinfest des Musikvereins Eisingen statt. Im Rahmen des Weinfests wird der Titel „Eisinger Weinkönig“ im Wettbewerb vergeben. Dieser Titel ist deutschlandweit einmalig.
- Am 30. April findet das traditionelle Maibaumstellen am Brunnenplatz statt.
- Jährlich am 1. Mai veranstaltet die Freiwillige Feuerwehr das Maifest im Gengenbachtal.
- Christi Himmelfahrt findet im Gengenbachtal die traditionelle Vatertagshocketse des Musikvereins statt.

## Mitteilungsblatt
Jeden Donnerstag erscheint ein Amtsblatt der Gemeinde unter dem Namen „Mitteilungsblatt“.